# Linopteridius annulipes
Linopteridius annulipes là một loài bọ cánh cứng trong họ Cerambycidae.